# エスパーニャ級戦艦
| エスパーニャ級戦艦 | エスパーニャ級戦艦 |
| ------------------ | --- |
|                    | |
| 性能諸元（竣工時） | |
| 排水量             | 基準：15,700トン 満載：16,400トン |
| 全長               | 139.9m |
| 水線長             | 133m |
| 全幅               | 24m |
| 吃水               | 7.7m |
| 機関               | ヤーロー式重油混焼水管缶12基＋パーソンズ式直結タービン（高速・低速）2組4軸推進 |
| 最大出力           | 15,500hp |
| 最大速力           | 19.5ノット |
| 航続距離           | 10ノット/7,500海里 |
| 乗員               | 854名 |
| 兵装               | 30.5cm（50口径）連装砲4基 10.2cm（50口径）単装速射砲20基 4.7cm（50口径）単装速射砲2基 |
| 装甲               | 舷側：229mm（水線最厚部）、75～150mm（艦首尾部） 甲板：50mm（機関区上面）、38mm（弾薬庫上面）、25mm（艦首尾部） 主砲塔：203mm（前盾） バーベット部：250mm 副砲ケースメイト部：150mm 司令塔：229mm |

エスパーニャ級戦艦（Acorazados de la clase España）とは戦艦ペラヨ（Acorazado Pelayo）に引き続き、スペイン王国海軍が第一次世界大戦前から同大戦後にかけて3隻を就役させた世界最小の弩級戦艦の艦級である。エスパーニャ、アルフォンソ13世、ハイメ1世の3隻が建造された。

## 概要
このクラスは1908年に米西戦争から敗戦の痛手が癒えつつあったスペインが、非効率な海軍工廠に英国の資本を導入することによって、スペイン海軍再建を目指したフェランディス海軍法案によって計画されたもので、設計・資材・兵装をイギリスからの輸入に頼った。そのために3番艦の「ハイメ1世」は1912年5月に起工したが、第一次大戦の勃発により資材調達ができず建造が中断した。1919年に再開、1922年にようやく竣工した。
基本的設計はイギリス海軍の弩級戦艦「ネプチューン（HMS Neptune）」に準じ、1万トン台の小型の船体ながら首尾線方向に最大で30.5cm砲4門+10.2cm砲4門、左右方向に最大で30.5cm砲8門+10.2cm砲10門と、有力な火力を有しており、中小国家の主力艦として高いレベルで設計されたクラスだった。竣工後はスペイン最大の軍艦として君臨した。

## 艦形

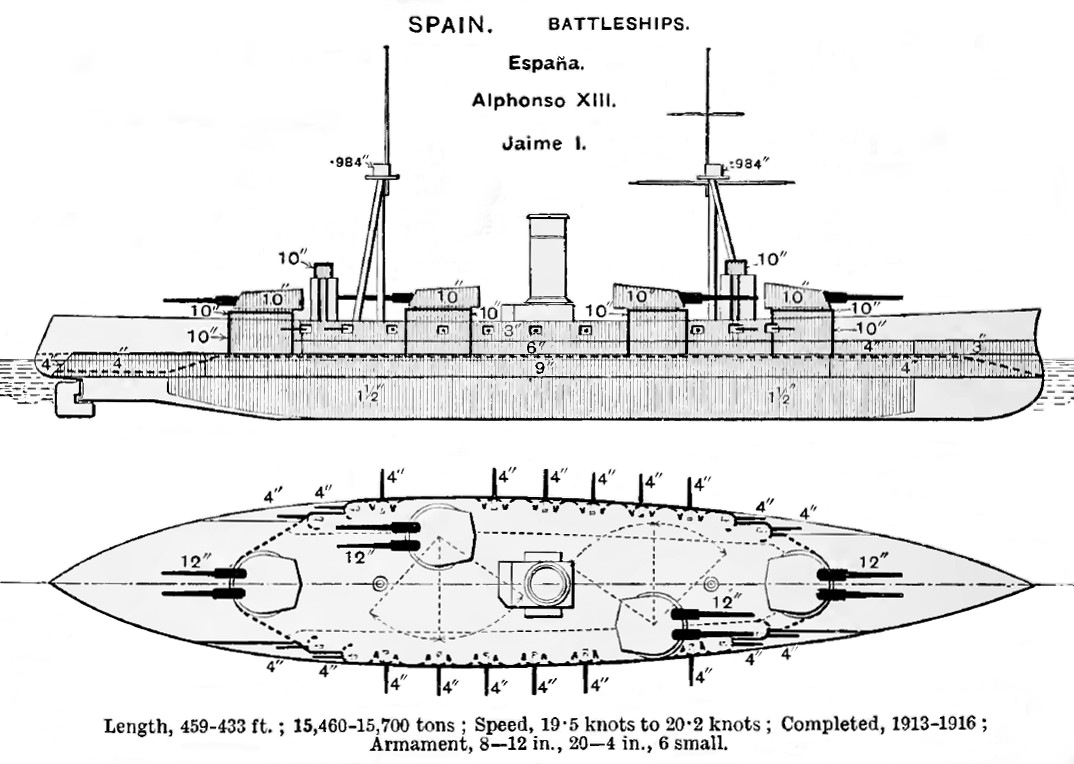
1923年時の武装・装甲の配置を示した図

本級の船体形状は建造のしやすい平甲板型船体で、水面下の浮力確保のために穏やかに突出した形状を持つ艦首から英国製の「1910年型 Mark H 30.5cm（50口径）砲」を楔型の連装砲塔に納めて1番主砲塔を1基、司令塔を下部に組み込んだ操舵艦橋は両脇に船橋を持つ商船の様に横に長い形状であった。艦橋を基部として頂部に射撃方位盤を持つ前部三脚檣が立つ。艦橋の構成は上から、見張り台、航海艦橋、司令塔の順である。
2番主砲塔は船体中央部の右舷側に前向きに1基が配置し、中央部に1本煙突が立ち、船体中央左舷側に3番主砲塔1基を後向きに配置した。艦載艇は2番・3番主砲塔の天蓋部に2隻ずつと煙突の左右に置かれ、その運用のために前後の三脚檣の主脚を基部とするクレーンが1基ずつ設置された。後部甲板上に後部三脚檣が立ち、頂上部に見張り所と探照灯台が配置された。その後に後部艦橋を挟んで後部甲板上に4番主砲塔を後ろ向きに1基を配置した。
本級の副砲である「10.2cm（50口径）砲」は単装砲架で舷側ケースメイト（砲郭）配置で片舷10基ずつ計20基装備されたが、船体舷側部に配置する主砲バーベット部の張り出しをクリアする為に右舷側は2番主砲塔バーベットを挟んで「前向きに3基+後向きに7基」を配置、左舷側は3番主砲塔バーベットを挟んで「前向きに7基+後向きに3基」という左右非対称配置だった。なお、外洋航行時は開口部から波浪が吹き込むのを防ぐために副砲は船内に引き込み、開口部の下部に付いた蓋を引き上げれば外面はフラットになるという、設計元のイギリス海軍でさえ行っていない凝った艤装を採用していた。艦尾には艦長室用のスターン・ウォークが設けられた。

## 主砲
主砲はイギリスはヴィッカーズ社製の「1910年型 Mark H 30.5cm（50口径）砲」を採用した。その性能は重量386kgの砲弾を最大仰角15度で射程18,300mまで砲弾を届かせる能力を持っていた。これを新設計の連装式主砲塔に収めた。砲塔の旋回は首尾線方向を0度として1番・4番主砲塔の射界は150度。2番・3番主砲塔の射界は左右舷側方向を0度として左右90度だが反対舷方向へは上部構造物による制限のため左右40度に制限されていた。俯仰角度は仰角15度・俯角5度で
毎分1～1.5発で発射できた。

### 副砲、その他の備砲

1937年の「エスパーニャ」。

副砲は原型となった「ネプチューン」と同じ口径の「10.2cm（50口径）速射砲」を採用した。その性能は14.06kgの砲弾を最大仰角15度で射程10,610mまで砲弾を届かせる能力を持っていた。俯仰角度は仰角15度・俯角5度で左右の旋回角度は150度で、砲身の上下・旋回・装填には人力を必要とした。発射速度は毎分6～8発である。これを前述の通り単装砲架で20基を配置したが後に航空機の進化に伴って片舷4基ずつ計8基を撤去し、この浮いた重量を使って「7.6cm（40口径）高角砲」を単装砲架で1番・4番主砲塔の上部に1基ずつ計2基を配置した。
後にスペイン内戦でフランコ側に属した「エスパーニャ（旧名：アルフォンソ13世）」は高角砲をドイツ製「8.8cm（45口径）高角砲」に換装し、煙突の左右舷側甲板上に片舷2基ずつ計4基と、1番・4番主砲塔天蓋部にドイツ製「2cm（65口径）機銃」を単装砲架で1丁ずつ計2丁配置した。

1937年の「ハイメ1世」。

一方、政府側の「ハイメ1世」は「7.6cm（40口径）高角砲」を煙突の左右に単装片舷1基ずつ計2基配置し、追加で4.7cm（50口径）単装高角砲を1番・4番主砲塔天蓋部に1基ずつと左右舷側上に1基ずつの計4基配置した。

## 機関
本級の機関はヤーロー式石炭・重油混焼水管缶を並列3基×4列で計12基にパーソンズ式の直結型タービンを採用、タービンの構成は高速型タービン2基と低速型タービン2基の計4軸推進で最大出力15,500hp、最大速力19.5ノットを発揮した。燃料消費量から航続性能は速力10ノットで7,500海里を航行できた。
本級は前述のとおり船体形状が列強戦艦に比べて小さい上、船体の4箇所に主砲弾薬庫が配置されているために主ボイラー室は2番・3番主砲塔に挟まれた船体中央部に配置され、タービン室は3番・4番主砲塔の間の後部三脚檣と後部艦橋の直下に4基が並列配置された。

## 防御
本級の防御設計は船体が小型なために防御重量に余裕がないため、列強の弩級戦艦に比べ防御装甲厚は薄かった。だが、主任造船士官フィリップ･ワッツの手により舷側装甲は「ネプチューン」の最大厚254mmに比べ、本級は最大厚229mmで末端部まで150mmから75mmまでテーパーしていた。イギリス戦艦に比べて本級の防御力は劣るように見えるが、同世代のイギリスの輸出戦艦でブラジル海軍向けの弩級戦艦「ミナス・ジェライス級」が排水量19,281トンで舷側229mm、チリ海軍向けの超弩級戦艦「アルミランテ･ラトーレ」が排水量25,000トンで舷側229mmであった事を考慮すれば本級は輸出戦艦の中では同格の防御力を持っていた。
甲板防御は弾薬庫上面のみ50mm、機関区上面は38mm装甲で艦首・艦尾部までは25mmまでテーパーしていた。司令塔は側面最大厚229mm、主砲塔の最大厚は203mm、バーベットの最大厚は甲板上部は254mmであった。水面下防御は舷側部の石炭庫と傾斜した甲板防御により浸水を抑える当時のイギリス主力艦と同様の防御様式を採っていたが水線下の隔壁は二重底まで2層しかなかった。

## 艦歴
エスパーニャは1923年に座礁して全損となり、ハイメ1世とアルフォンソ13世（喪失時の艦名はエスパーニャ）はスペイン内戦中に爆発事故と触雷で喪われた。

## 同型艦
- エスパーニャ（España）
- アルフォンソ13世（Alfonso XIII）
- ハイメ1世（Jaime I）

## 要目

### 1937年代

#### 「エスパーニャ（旧名：アルフォンソ13世）」1937年
主な変更部は、左右中央部の副砲4門の計8門が減じられて浮いた重量で対空火器を増設された。8.8cm（？口径）単装高角砲は煙突の左右上甲板に2基ずつ4基と、20mm機銃2丁を1丁ずつを1番・4番主砲塔天蓋部に配した。
- 水線長：133m
- 全長：139.9m
- 全幅：24m
- 吃水：7.7m
- 基準排水量：15,700トン
- 常備排水量：-トン
- 満載排水量：16,400トン
- 兵装：30.5cm（50口径）連装砲4基、10.2cm（50口径）単装砲12基、8.8cm（45口径）単装高角砲4基、20mm機銃2丁
- 機関：重油混焼缶12基＋パーソンズ式直結タービン（高速・低速）2組4軸推進
- 最大出力：20,000hp
- 航続性能：10ノット/7,500海里
- 最大速力：19.5ノット
- 装甲 
  - 舷側：229～150～75 mm
  - 甲板：50～38～25mm
  - 主砲塔：203mm（前盾）、-mm（側盾）、-mm（後盾）、-mm（天蓋）
  - バーベット部：250mm
  - 司令塔：229mm
- 航空兵装：-
- 乗員854名

#### 「ハイメ1世」1937年
主な変更部は、左右中央部の副砲4門の計8門が減じられて浮いた重量で対空火器を増設された。7.6cm（？口径）単装高角砲は煙突の左右上甲板に2基ずつ4基と、4.7cm（50口径）単装高角砲2基を1基ずつを1番・4番主砲塔天蓋部に配した。
- 水線長：133m
- 全長：139.9m
- 全幅：24m
- 吃水：7.7m
- 基準排水量：15,700トン
- 常備排水量：-トン
- 満載排水量：16,400トン
- 兵装：30.5cm（50口径）連装砲4基、10.2cm（50口径）単装砲12基、7.6cm（？口径）単装高角砲2基、4.7cm（50口径）単装高角砲2基、20mm機銃2丁
- 機関：重油混焼缶12基＋パーソンズ式直結タービン（高速・低速）2組4軸推進
- 最大出力：20,000hp
- 航続性能：10ノット/7,500海里
- 最大速力：19.5ノット
- 装甲 
  - 舷側：229～150～75 mm
  - 甲板：50～38～25mm
  - 主砲塔：203mm（前盾）、-mm（側盾）、-mm（後盾）、-mm（天蓋）
  - バーベット部：250mm
  - 司令塔：229mm
- 航空兵装：-
- 乗員854名

## 参考図書
- 「世界の艦船増刊第22集　近代戦艦史」（海人社）
- 「世界の艦船増刊第30集　イギリス戦艦史」（海人社)
- 「世界の艦船増刊第83集　近代戦艦史」（海人社)
- 「Conway All The World's Fightingships 1906–1921」（Conway）
- 「Conway All The World's Fightingships 1922-1946」（Conway）